# Margarosticha bimaculalis
Margarosticha bimaculalis là một loài bướm đêm trong họ Crambidae.